# Старомустафино
Старомустафино (баш. Иҫке Мостафа) — деревня в Бураевском районе Республики Башкортостан Российской Федерации. Входит в состав Азяковского сельсовета. 

## География

### Географическое положение
Расстояние до:
- районного центра (Бураево): 8 км,
- центра сельсовета (Азяково): 17 км,
- ближайшей ж/д станции (Янаул): 76 км.

## Население
| 2002 | 2009 | 2010 |
| ---- | ---- | ---- |
| 80   | ↘72  | ↘45  |

Согласно переписи 2002 года, преобладающая национальность — башкиры (95 %).